# Venezuela nos Jogos Olímpicos de Verão de 1964
A Venezuela competiu nos Jogos Olímpicos de Verão de 1964, realizados em Tóquio, Japão. A delegação tinha 16 competidores, sendo 15 homens e 1 mulher. Eles participaram de 16 eventos em 5 esportes.

## Atletismo
- Arquímedes Herrera
- Rafael Romero
- Hortensio Fucil
- Lloyd Murad
- Héctor Thomas
- Víctor Maldonado